# Jules Bourdais

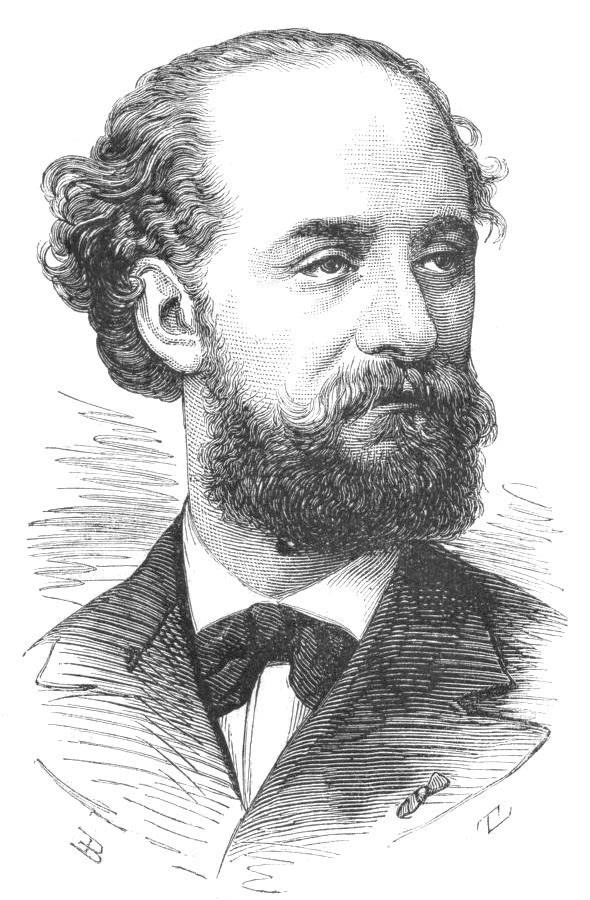
Jules Bourdais

Jules Désiré Bourdais (* 6. April 1835 in Brest (Finistère); † 2. Juni 1915 in Paris) war ein französischer Architekt.

## Leben
Er wurde in Brest geboren, seine Eltern waren Jean Julien Bourdais (St. Cast, 1780 – Brest, 1862, von Beruf Kapitän) und Fanny Marie Lousie (geb. Valéri). Bourdais war verheiratet mit Blanche Marie Juliette Fauvelet de Charbonniéres die Ehe wurde am 2. Mai 1867 in Paris geschlossen. 1871 wurde er in die Ehrenlegion im Rang eines Ritters aufgenommen und 1878 wurde er in den Rang eines Offiziers befördert.

## Studium und Beruf
Bourdais trat 1854 in die École centrale des Arts et Manufactures de Paris und erhielt sein Ingenieurdiplom 1857. Er erbaute einige Kirchen, das Bürgermeisteramt des 19. Arrondissements in Paris (1878) und erzielte seinen größten Erfolg im Mai 1876 mit dem Gewinn des Ersten Preises für das Weltausstellungsgebäue 1878, das Palais du Trocadéro (gemeinsam mit Gabriel Davioud). Bourdais nahm auch erfolglos am Ideenwettbewerb für die Weltausstellung Paris 1889 teil. Sein Entwurf hatte etwa die gleiche Höhe wie der Sieger im Wettbewerb, der Eiffelturm, war aber aus Stein und sollte als Sonnenturm mit einer Leuchtturmspitze an den antiken Leuchtturm von Pharos erinnern.

## Auswahl Bauwerke
| Jahr(e)        | Projekt / Gebäude                               | Ort                                     | Anmerkung                                                  |
| -------------- | ----------------------------------------------- | --------------------------------------- | ---------------------------------------------------------- |
| 1878           | Palais du Trocadéro                             | Paris                                   | Weltausstellung, mit Gabriel Davioud                       |
| 1881 (Entwurf) | Tour Soleil (Projekt)                           | Paris                                   | Monumentaler Leuchtturm, Konkurrenz Projekt zum Eiffelturm |
| 1878–1882      | Rathaus des 19. Arrondissements                 | Paris                                   | Verwaltungsbau                                             |
| ca. 1880       | École de garçons                                | Plougastel-Daoulas (Finistère)          | Schulgebäude                                               |
| ca. 1880       | École primaire                                  | Lambézellec (Finistère)                 | Schulgebäude                                               |
| ca. 1882       | Protestantische Kirche Saint-Pierre             | Nègrepelisse                            | Neogotische Kirche                                         |
| 1880er Jahre   | Palais de Justice                               | Le Havre                                | Gerichtsgebäude                                            |
| unbekannt      | Grand Théâtre                                   | Cannes                                  | Theater-/Konzertsaal                                       |
| unbekannt      | Halle couverte                                  | Valence-d’Agen                          | Marktgebäude                                               |
| unbekannt      | Präfektur                                       | Montauban                               | Verwaltungsbau                                             |
| unbekannt      | Kirchen / Kapellen                              | Saint-Étienne-de-Tulmont, Monclar u. a. | Regionale Sakralbauten                                     |
| unbekannt      | Hôpital – Asile                                 | Agen                                    | Medizinische Einrichtung                                   |
| 1880er–1890er  | Mehrere Schulkomplexe                           | Département Tarn-et-Garonne             | Schulgebäude teilweise erhalten                            |
| unbekannt      | Neue Markthalle                                 | Grisolles                               | Kommunalbau                                                |
| unbekannt      | Sanierung / Neubau von Rathäusern               | z. B. Montech                           | Öffentliche Gebäude                                        |
| unbekannt      | Diverse Bauaufträge über Architektenwettbewerbe | u. a. Castelsarrasin, Moissac           | Rrealisierung unbekannt                                    |